# Laura Betti
Laura Betti, nom artístic de Laura Trombetti (Casalecchio di Reno, Emília-Romanya, 1 de maig de 1927 – Roma, Lazio, Itàlia, 31 de juliol de 2004), va ser una actriu i cantant italiana de cinema i teatre.
Intèrpret dotada de força i d'una veu caracteritzada per un timbre ronc, notòria al públic sobretot per la seva llarga vinculació artística i humana que la va unir espiritualment al poeta, escriptor i director Pier Paolo Pasolini.
La seva filmografia comprèn pel·lícules importants com La dolce vita (dirigida per Fellini, 1960). En 1968 va guanyar la Copa Volpi per Teorema de Pier Paolo Pasolini; després, amb la direcció de Marco Bellocchio, figura entre els intèrprets de Nel nome del padre (1972) i Sbatti il mostro in prima pagina (1972). Amb Bellocchio va actuar encara en 1977 per a la versió televisiva de La gavina d'Anton Txèkhov. Va tenir un rol de rellevància al costat de Donald Sutherland a Novecento de Bernardo Bertolucci, en la part de Reina, la sàdica cosina del protagonista Alfredo (Robert De Niro).

## Els debuts
Filla d'un advocat inscrit en el Partit d'Acció i neta del notable glotòlog Alfredo Trombetti, Laura Betti va debutar en l'espectacle com a cantant de temes de jazz; després una breu experiència al cabaret (1955) en parella amb Walter Chiari a I saltimbanchi prenent part el 1960 al recital de cançons titulades Giro a vuoto,de contingut singular, amb temes inspirats en els textos de literats cèlebres com Buzzati, Calvino, Flaiano, Bassani, Moravia i el mateix Pasolini.
En 1955 va debutar en teatre en Les Bruixes de Salem d'Arthur Miller, amb la direcció de Luchino Visconti: el seu repertori juvenil també inclou el Cid de Corneille (en parella amb Enrico Maria Salerno) i Die sieben Todsünden de Brecht i Weill.
Entre el final de 1960 i gener de 1961 es torna popular interpretant amb Paolo Poli la parella de cantahistòries que entonaven Ballata dell'uomo povero, que connectava els episodis del guió televisiu Tutto da rifare pover'uomo dirigit per Eros Macchi.

## Copa Volpi a Venècia

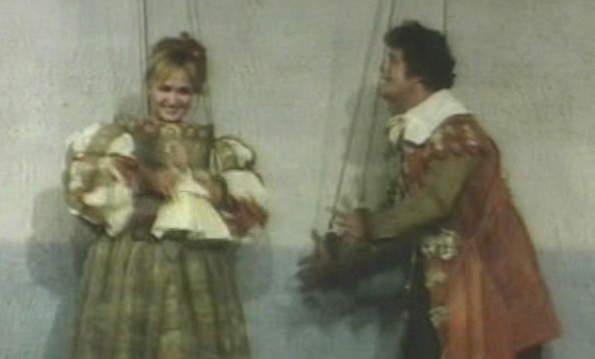
Desdemona (Laura Betti) i Cassio (Franco Franchi) a Che cosa sono le nuvole? (episodi de Capriccio all'italiana, 1968)

L'inici de l'activitat d'actriu cinematogràfica va coincidir per a Betti amb conèixer Pier Paolo Pasolini, que la dirigiria en La ricota (episodi de Rogopag) i, successivament (1968), en l'obra teatral Orgia i a Teorema, pel·lícula per la qual l'actriu es va adjudicar la Copa Volpi com a millor actriu a la Mostra Internacional de Cinema de Venècia. Sempre sota la direcció de Pasolini, el 1974 va actuar a Els contes de Canterbury.
En 1968 va ser editat el seu LP Potentissima Signora, amb textos de Pasolini (entre els quals sobresurt El valz del pegat, de seguida gravada per Gabriella Ferri).
Altres pel·lícules interpretades per Betti han estat Allonsanfàn (1974) de Paolo y Vittorio Taviani, Vizi privati, pubbliche virtù (1975, de Miklós Jancsó), Novecento (1976, de Bernardo Bertolucci), Viaggio con Anita (1974, de Mario Monicelli), Caramelos de un desconocido (1987, de Franco Ferrini), Il grande cocomero (1993, de Francesca Archibugi), Un eroe borghese (1995, de Michele Placido).
Un entre els últims directors a dirigir-la va ser Mimmo Calopresti, per al qual va interpretar en 2002 el rol d'una monja en la pel·lícula La felicità no costa niente.

## El Fons Pasolini
Des de 1980 va ser creadora i directora del Fons Pier Paolo Pasolini, que durant més de vint anys va tenir la seva seu a Roma, en Plaza Cavour. Per a l'escriptor, Laura Betti era «una tràgica Marlene, una veritable Gràcia amb una màscara inalterable sobre el rostre de nina rossa». La seva relació amb Pasolini, el seu caràcter i les dificultats dels seus últims anys han estat descrits despietadament per Emanuele Trevi en el seu llibre Qualcosa di scritto (Ponte alle Grazie, 2012).
A més de portar endavant com a directora l'activitat del Fons, com a últim acte de fe en Pasolini, en la part final de la carrera (1996) Betti va aconseguir posar en escena un recital de poesies i textos pasolinians amb el títol Una disperata vitalità.
En 2003 el Centre d'Estudis Arxiu Pier Paolo Pasolini de Bolonya va adquirir, per mitjà d'una donació, tots els materials recollits anteriorment a Roma. Prop de la Biblioteca de la Cinemateca de Bolonya avui es conserven més de 1000 volums i un altre material inherent a l'obra de Pasolini. El trasllat del Centre d'Estudis de Roma a Bolonya va causar notables frecs entre l'actriu i l'administració de la capital.
Laura Betti va morir a Roma el 31 de juliol de 2004, als 77 anys. Reposa al Cementiri de la Cartoixa de Bolonya, en la tomba familiar. Al novembre de 2015 li va ser dedicat el Teatre Comunal de Casalecchio di Reno, la seva ciutat natal.

## Teatre
- I saltimbanchi di Walter Chiari i Italo Terzoli, 1954
- Les Coèfores di Esquil, 1954
- El Cid de Pierre Corneille, dirigit per Lucio Chiavarelli, 1955
- Il crogiuolo de Arthur Miller, dirigit per Luchino Visconti, 1955
- Il ventaglio de Carlo Goldoni, dirigit per Carlo Lodovici, 1955
- Le donne al parlamento d'Aristòfanes, dirigit per Luigi Squarzina, 1955
- Giro a vuoto de diversos autrs, dirigit per Filippo Crivelli, 1960
- Die sieben Todsünden de Bertolt Brecht, dirigit per Luigi Squarzina, 1961
- Der Jasager de Bertolt Brecht, 1964
- Potentissima Signora de diversos autors dirigit per Mario Missiroli, 1965
- Il ricatto a teatro de Dacia Maraini, dirigit per Roberto Guicciardini, 1967
- Candelaio de Giordano Bruno, dirigit per Luca Goldoni, 1968
- Orgia de Pier Paolo Pasolini, dirigit per Pier Paolo Pasolini, 1968
- Not I de Samuel Beckett, dirigit per Franco Enriquez, 1970
- Orgia de Pier Paolo Pasolini, dirigit per Mario Missiroli, 1984
- Les Chansons de Bilitis de Pierre Louÿs i Claude Debussy,
- Una disperatà vitalità de Pier Paolo Pasolini, dirigit per Laura Betti, 1992

## Discografia

### LP
- Laura Betti con l'orchestra di Piero Umiliani (Jolly LPJ 5020, 1960)
- Laura Betti canta Kurt Weill 1900-1933 (Ricordi SMRL 6031, 1963)
- Laura Betti canta Kurt Weill 1933-1950 (Ricordi SMRL 6032, 1963)

### EP
- Laura Betti con Piero Umiliani e la sua orchestra. La commedia è finita/La canzone del giramondo/La canzone del tempo/Una venere ottimista (RCA Italiana A72U0220, 1958)
- Quattro canzoni con Laura Betti. Amare vuol dire mentire/ I hate Rome/ Lucciola/ Satellite (Jolly EPJ 3000, 1960)
- Laura Betti con l'orchestra di Piero Umiliani. Quella cosa in Lombardia/Piero/Io son' una (Jolly EPJ 3004, 1960)
- Laura Betti con l'orchestra di Piero Umiliani. Macrì Teresa detta Pazzia/Valzer della toppa/Cocco di mamma (Jolly EPJ 3005, 1960)
- Laura Betti con l'orchestra di Piero Umiliani. Venere tascabile/Vera signora/E invece no (Jolly EPJ 3006, 1960)
- Laura Betti dal film 'Cronache del '22'. Nel '22 sognavo già l'amore/Proprio oggi/Sulla strada che va a Reggio/La prima volta (Jolly EPJ3009, 1961)
- Laura Betti N.1. Je me jette/La parade du suicide/Je hais Rome/La belle Léontine (Chansons d'Orphée 150019, 1962)
- Laura Betti N.2. Je sais vivre/Piero/Maria le Tatuage/Une vraie dame (Chansons d'Orphée, 150021b, 1962)
- Laura Betti e Paolo Poli. Doppio EP. La bambinona/Guglielmino/La bella Leontine/Io Corpus Domini 1938/Mi butto/Donna bocca bella/Donna Lombarda/Orrenda madre/La Lisetta/La Ninetta/La Morettina/La Gigiotta (Carosello LC4001/2, 1964)
- Ordine e disordine. Ai brigoli di Casalecchio/M'hai scocciata, Johnny/Monologo della buca/Solitudine/Lamento del nord (I dischi del sole DS 40, 1965)

### Senzills
- Les pantoufles à papa/L'attesa (Rca Italiana N0595, 1957)
- Venere tascabile/Seguendo la flotta (Jolly J 20135, 1960)
- Ballata dell'uomo ricco/Ballata del pover'uomo (Jolly J 20128, 1961)
- E invece no/Solamente gli occhi (Jolly J 20136X45, 1961)

## Filmografia

### Actriu

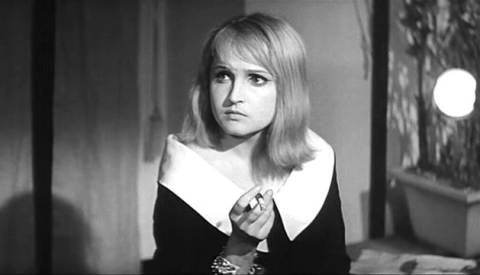
Laura Betti en una breu aparició a La dolce vita (1960)

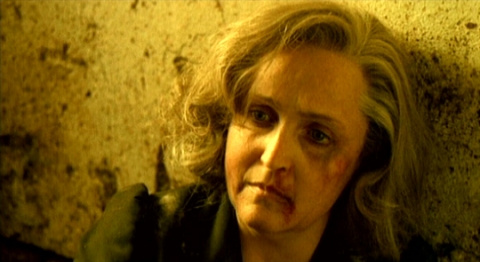
Laura Betti a Novecento (1976)

- Noi siamo le colonne, dirigida per Luigi Filippo D'Amico (1956)
- Labbra rosse, dirigida per Giuseppe Bennati (1960)
- La dolce vita, dirigida per Federico Fellini (1960)
- Era notte a Roma, dirigida per Roberto Rossellini (1960)
- La ricotta, episodi de Ro.Go.Pa.G., dirigida per Pier Paolo Pasolini (1963)
- Il mondo di notte n° 3, dirigida per Gianni Proia (1963)
- La Terra vista dalla Luna, episodi de Le streghe, dirigida per Pier Paolo Pasolini (1967)
- Edipo re, dirigida per Pier Paolo Pasolini (1967)
- Fermate il mondo... voglio scendere!, dirigida per Giancarlo Cobelli (1968)
- Che cosa sono le nuvole?, episodi de Capriccio all'italiana, dirigida per Pier Paolo Pasolini (1968)
- Teorema, dirigida per Pier Paolo Pasolini (1968)
- Porcile, dirigida per Pier Paolo Pasolini (1969) - només veu
- Il rosso segno della follia, dirigida per Mario Bava (1969)
- A Man Called Sledge, dirigida per Vic Morrow (1970)
- Reazione a catena, dirigida per Mario Bava (1971)
- I racconti di Canterbury, dirigida per Pier Paolo Pasolini (1972)
- La banda J. & S. - Cronaca criminale del Far West, dirigida per Sergio Corbucci (1972)
- Nel nome del padre, dirigida per Marco Bellocchio (1972)
- Sbatti il mostro in prima pagina, dirigida per Marco Bellocchio (1972)
- Sepolta viva, dirigida per Aldo Lado (1973)
- Allonsanfàn, dirigida per Paolo e Vittorio Taviani (1974)
- La cugina, dirigida per Aldo Lado (1974)
- Fatti di gente perbene, dirigida per Mauro Bolognini (1974)
- La ragazza con gli stivali rossi, dirigida per Juan Buñuel (1974)
- Paulina s'en va, dirigida per André Téchiné (1975)
- L'ultimo giorno di scuola prima delle vacanze di Natale, dirigida per Gian Vittorio Baldi (1975)
- Vizi privati, pubbliche virtù, dirigida per Miklós Jancsó (1976)
- Novecento, dirigida per Bernardo Bertolucci (1976)
- La gang del parigino, dirigida per Jacques Deray (1977)
- La nuit, tous les chats sont gris, dirigida per Gérard Zingg (1977)
- Un papillon sur l'épaule, dirigida per Jacques Deray (1978)
- Viaggio con Anita, dirigida per Mario Monicelli (1978)
- Il piccolo Archimede, dirigida per Gianni Amelio (1979)
- La luna, dirigida per Bernardo Bertolucci (1979)
- Le ali della colomba, dirigida per Gianluigi Calderone (1981)
- Loin de Manhattan, dirigida per Jean-Claude Biette (1982)
- Il mondo nuovo, dirigida per Ettore Scola (1982)
- Venice en hiver, dirigida per Jacques Doniol Valcroze (1982)
- Strada Pia, dirigida per Georg Brintrup (1983)
- La fuite en avant, dirigida per Christian Zerbib (1983)
- Ars amandi - L'arte di amare dirigida per Walerian Borowczyk (1983)
- Retenez-moi... ou je fais un malheur!, dirigida per Michel Gérard (1984)
- Rapporti di classe, dirigida per Danièle Huillet i Jean-Marie Straub (1984)
- Chambre d'amie, dirigida per Caroline Huppert (1985)
- Tutta colpa del paradiso, dirigida per Francesco Nuti (1985)
- Mamma Ebe, dirigida per Carlo Lizzani (1985)
- Corps et biens, dirigida per Benoît Jacquot (1986)
- Jenatsch, dirigida per Daniel Schmid (1986)
- L'estate impura, dirigida per Pierre Granier-Deferre (1987)
- Caramelle da uno sconosciuto, dirigida per Franco Ferrini (1987)
- I cammelli, dirigida per Giuseppe Bertolucci (1988)
- Jane B. par Agnès V., dirigida per Agnès Varda (1988)
- Le rose blu, dirigida per Anna Gasco, Tiziana Pellerano i Emanuela Piovano (1989)
- Courage Mountain, dirigida per Christopher Leitch (1990)
- Le champignon des Carpathes, dirigida per Jean-Claude Biette (1990)
- Donne di piacere, dirigida per Jean-Charles Tacchella (1990)
- Les enfants d'abord, dirigida per Caroline Huppert (1990)
- Caldo soffocante, dirigida per Giovanna Gagliardo (1991)
- Segno di fuoco, dirigida per Nino Bizzarri (1990)
- Il grande cocomero, dirigida per Francesca Archibugi (1993)
- La ribelle, dirigida per Aurelio Grimaldi (1993)
- Mario, Maria e Mario, dirigida per Ettore Scola (1993)
- Con gli occhi chiusi, dirigida per Francesca Archibugi (1994)
- Un eroe borghese, dirigida per Michele Placido (1995)
- I magi randagi, dirigida per Sergio Citti (1996)
- Marianna Ucrìa, dirigida per Roberto Faenza (1997)
- Un air si pur..., dirigida per Yves Angelo (1997)
- La vie ne me fait pas peur, dirigida per Noemi Loevsky (1998)
- E insieme vivremo tutte le stagioni, dirigida per Gianni Minello (1999)
- L'amore era una cosa meravigliosa, dirigida per Paolo Costella (1999)
- The Protagonists, dirigida per Luca Guadagnino (1999)
- À ma soeur!, dirigida per Catherine Breillat (2001)
- Fratella e sorello, dirigida per Sergio Citti (2002)
- Il diario di Matilde Manzoni, dirigida per Lino Capolicchio (2002)
- Gli astronomi, dirigida per Diego Ronsisvalle (2003)
- La felicità non costa niente, dirigida per Mimmo Calopresti (2003)
- Il quaderno della spesa, dirigida per Tonino Cervi (2003)
- Raul - Diritto di uccidere, dirigida per Andrea Bolognini (2005)

### Directora
- Il silenzio è complicità (1976)
- Pier Paolo Pasolini e la ragione di un sogno (2001)

## Premis i distincions
Festival Internacional de Cinema de Venècia
| Any  | Categoria                     | Pel·lícula | Resultat   |
| ---- | ----------------------------- | ---------- | ---------- |
| 1968 | Copa Volpi a la millor actriu | Teorema    | Guanyadora |

Festival Internacional de Cinema de Sant Sebastià
| Any  | Categoria                             | Pel·lícula           | Resultat   |
| ---- | ------------------------------------- | -------------------- | ---------- |
| 1979 | Conquilla de Plata a la millor actriu | Il piccolo Archimede | Guanyadora |